# Токоа (Џорџија)
Токоа (енгл. Toccoa) град је у америчкој савезној држави Џорџија. По попису становништва из 2010. у њему је живело 8.491 становника.

## Демографија
Према попису становништва из 2010. у граду је живело 8.491 становника, што је 832 (8,9%) становника мање него 2000. године.
| Група             | 2000.         | 2010.         |
| Белци             | 6.979 (74,9%) | 6.107 (71,9%) |
| Афроамериканци    | 2.001 (21,5%) | 1.852 (21,8%) |
| Азијати           | 63 (0,7%)     | 96 (1,1%)     |
| Хиспаноамериканци | 131 (1,4%)    | 208 (2,4%)    |
| Укупно            | 9.323         | 8.491         |